# Calle de la Lechuga
La calle de la Lechuga es una breve vía pública de la ciudad española de Madrid, situada en el barrio de Sol, distrito Centro, y que une la calle de El Salvador con la calle Imperial, al sur de la Plaza Mayor. Varios autores comentan que debe su nombre a la circunstancia de ser el habitual mercado de lechugas y otras hortalizas hermanas, instalado por los vendedores procedentes de la vega del río Manzanares y de Aranjuez.

## Historia
Aparece ya con el nombre de «Lechuga» tanto en el plano de Texeira de 1656 como en el de Antonio Espinosa de los Monteros. En su obra publicada en 1889 sobre las calles de Madrid, los cronistas Carlos Cambronero e Hilario Peñasco toman referencia de que hay antecedentes de construcciones particulares desde 1780.
Pedro de Répide apunta que hubo en la capital de España otra calle de la Lechuga junto al antiguo convento de Santa Ana en el espacio que al abrirse la plaza ocupó la acera de las pajarerías, entre la calle del Príncipe y la de Núñez de Arce, y añade que en ese paraje tuvo su huerta Alvar Núñez de Cuenca que luego compró Isabel de Móstoles. Por su parte, ya antes Mesonero Romanos lo había explicado así: 

Hasta el tiempo de la dominación francesa, en los primeros años de este siglo (XIX), existió, formando la mayor parte de la manzana 215 y prolongando las calles del Prado, de la Gorguera y de la Lechuga, el convento e iglesia de reliciosas carmelitas descalzas de Santa Ana, fundado por San juan de la Cruz en 1586, en cuyo solar se formó en 1810, la Plazuela de Santa Ana, con árboles y una fuente en medio, en que fue colocada la estatua en bronce de Carlos V, que existe en la galería de escultura del Museo.

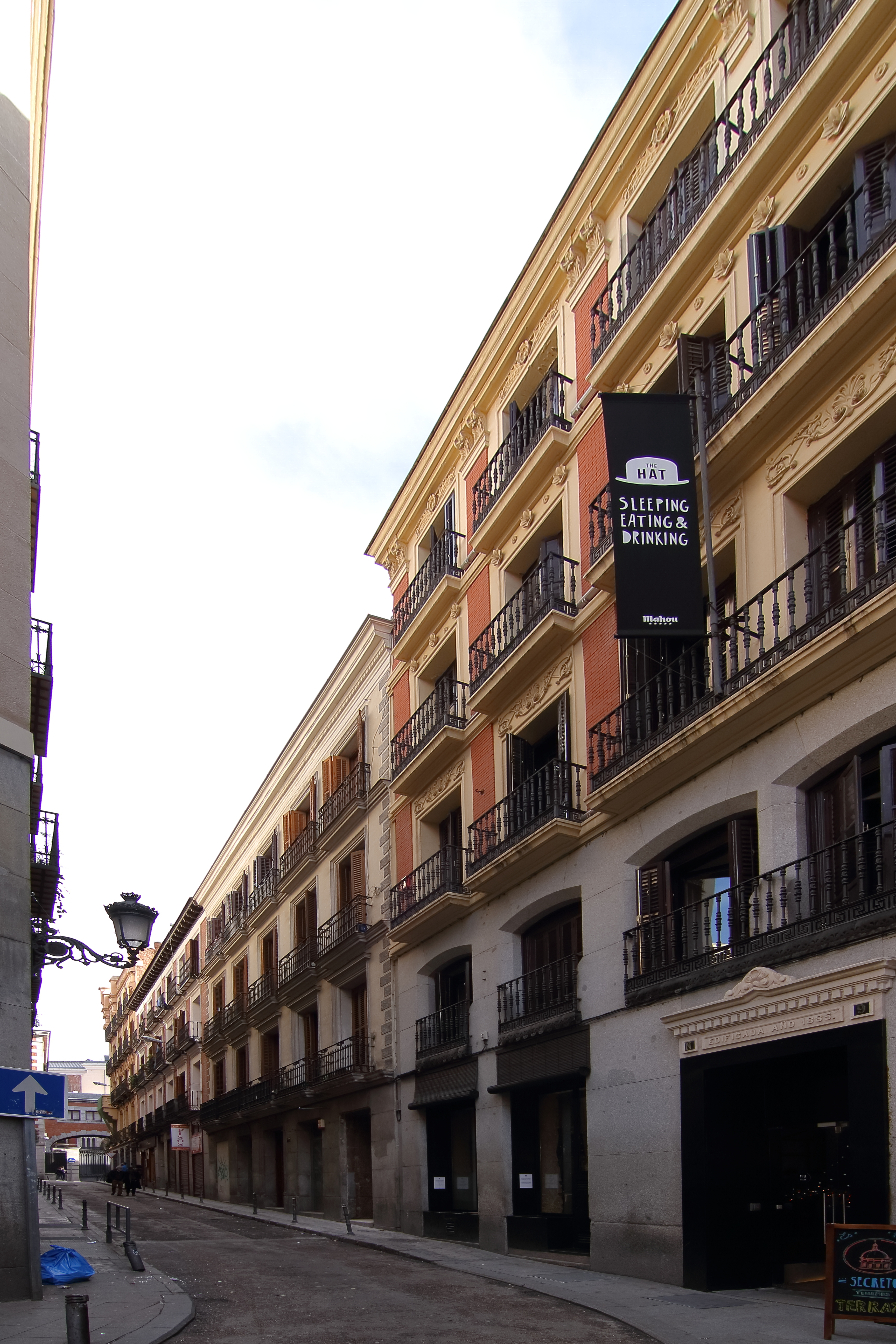
Calle de la Lechuga, desde la calle Imperial, en 2016. Al fondo, el acceso lateral al Ministerio de Asuntos Exteriores y Cooperación, en la calle de El Salvador.